# Syconycteris australis
Syconycteris australis  (Peters, 1867) è un pipistrello appartenente alla famiglia degli Pteropodidi, diffuso nell'Ecozona australasiana.

## Descrizione

### Dimensioni
Pipistrello di piccole dimensioni con la lunghezza della testa e del corpo tra 70 e 85 mm, la lunghezza dell'avambraccio tra 42,5 e 50,3 mm e un peso fino a 23,5 g.

### Aspetto
Il colore del dorso varia dal bruno-cannella al marrone scuro, più scuro sulle spalle, lungo le membrane alari e sul capo, mentre le parti inferiori sono marroni, cosparse densamente di peli grigio chiaro al centro della gola, del petto e dell'addome. La metà superiore degli avambracci e gran parte degli arti inferiori sono ricoperti di densa pelliccia. Il muso è lungo ed affusolato, gli occhi sono grandi. Le membrane alari sono attaccate posteriormente tra il quarto e il quinto dito del piede. La coda è ridotta ad un tubercolo, l'uropatagio ad una sottile membrana lungo la parte interna degli arti inferiori e il calcar ad una sottile estensione cartilaginea. Le sottospecie si differenziano dalle dimensioni e dalla lunghezza delle radici dentarie. La sottospecie S.a.major è la più grande mentre S.a.australis è la più piccola.
| Sottospecie   | Lunghezza dell'Avambraccio | Lunghezza della testa e del corpo | Peso   |
| ------------- | -------------------------- | --------------------------------- | ------ |
| S.a.australis | 39–43 mm                   | 57–71 mm                          | 17 g   |
| S.a.crassa    | 44,8-46,7 mm               | 72 mm                             | 20,5 g |
| S.a.finschi   | 37,8–43 mm                 | 61,7–72 mm                        | 20 g   |
| S.a.keyensis  | 39,6-43,9 mm               | 48,8–60,8 mm                      |        |
| S.a.major     | 40,3-50,3 mm               | 45,4–85 mm                        |        |
| S.a.naias     | 39,6-45,4 mm               | 59,7–73 mm                        | 21 g   |
| S.a.papuana   | 38-46,8 mm                 | 55–80 mm                          | 23,5 g |

## Biologia

### Comportamento
Si rifugia in gruppi più o meno numerosi tra la densa vegetazione di alberi a foglia larga delle foreste pluviali. È stata occasionalmente osservata anche su alberi del mango. Si presume che raggiunga uno stato di torpore a basse temperature, specialmente ad altitudini elevate.

### Alimentazione
Si nutre di nettare e polline di fiori di diverse specie di alberi della foresta, specie di Callistemon, Melaleuca, Banksia, Eucalyptus e piante coltivate come le banane. È considerato un importante impollinatore.

### Riproduzione
Gli accoppiamenti avvengono sempre nella stessa stagione. Le femmine partoriscono generalmente un solo piccolo per volta all'anno.

## Distribuzione e habitat
Questa specie è diffusa nelle Isole Molucche, Australia, Nuova Guinea e alcune isole vicine.
Vive in diversi tipi di habitat, dalla foresta tropicale umida, la foresta muschiosa, ai boschi di Sclerofille, foreste di Eucalyptus e foreste di palude di Melaleuca. È stata osservata fino a 3.000 metri di altitudine, sebbene in Australia sia presente soltanto lungo le coste al livello del mare.

## Tassonomia
Sono state riconosciute 7 sottospecie:
- S.a.australis: Australia: coste del Queensland e del Nuovo Galles del Sud, isola Magnetic;
- S.a.crassa (Thomas, 1895): Isole di D'Entrecasteaux: Isola Goodenough, Isola Fergusson, Isola Normanby; Isole Trobriand: Kiriwina; Isole Louisiade: Misima, Rossel, Tagula;
- S.a.finschi (Matschie, 1899):Arcipelago delle Bismarck: Nuova Britannia, Nuova Irlanda, Isola del Duca di York, Bagabag, Crown, Long, Tolokiwa, Sakar, Vokeo, Kairiru, Umboi; Isole dell'Ammiragliato: Manus;
- S.a.keyensis (Andersen, 1911): Isole Kai: Kai Besar, Pulau Dullah;
- S.a.major (Andersen, 1911): Isole Molucche centrali: Buru, Ambon, Boano, Haruku, Seram;
- S.a.naias (Andersen, 1911): Woodlark;
- S.a.papuana (Matschie, 1899): Nuova Guinea, Sideia, Admosin; Isole Aru: Kobroor, Pulau Baum, Wokam; Isole Raja Ampat: Batanta, Mansuar, Salawati, Waigeo, Misool; Isole Schouten: Yapen, Biak-Supiori; Isole Molucche settentrionali: Gebe, Gag.

La sottospecie S.a.major potrebbe essere una specie distinta.

## Conservazione
La IUCN Red List, considerato il vasto areale, la popolazione numerosa, la mancanza di maggiori minacce e la presenza in diverse aree protette, classifica S.australis come specie a rischio minimo (Least Concern).